# تاشته زقاغه

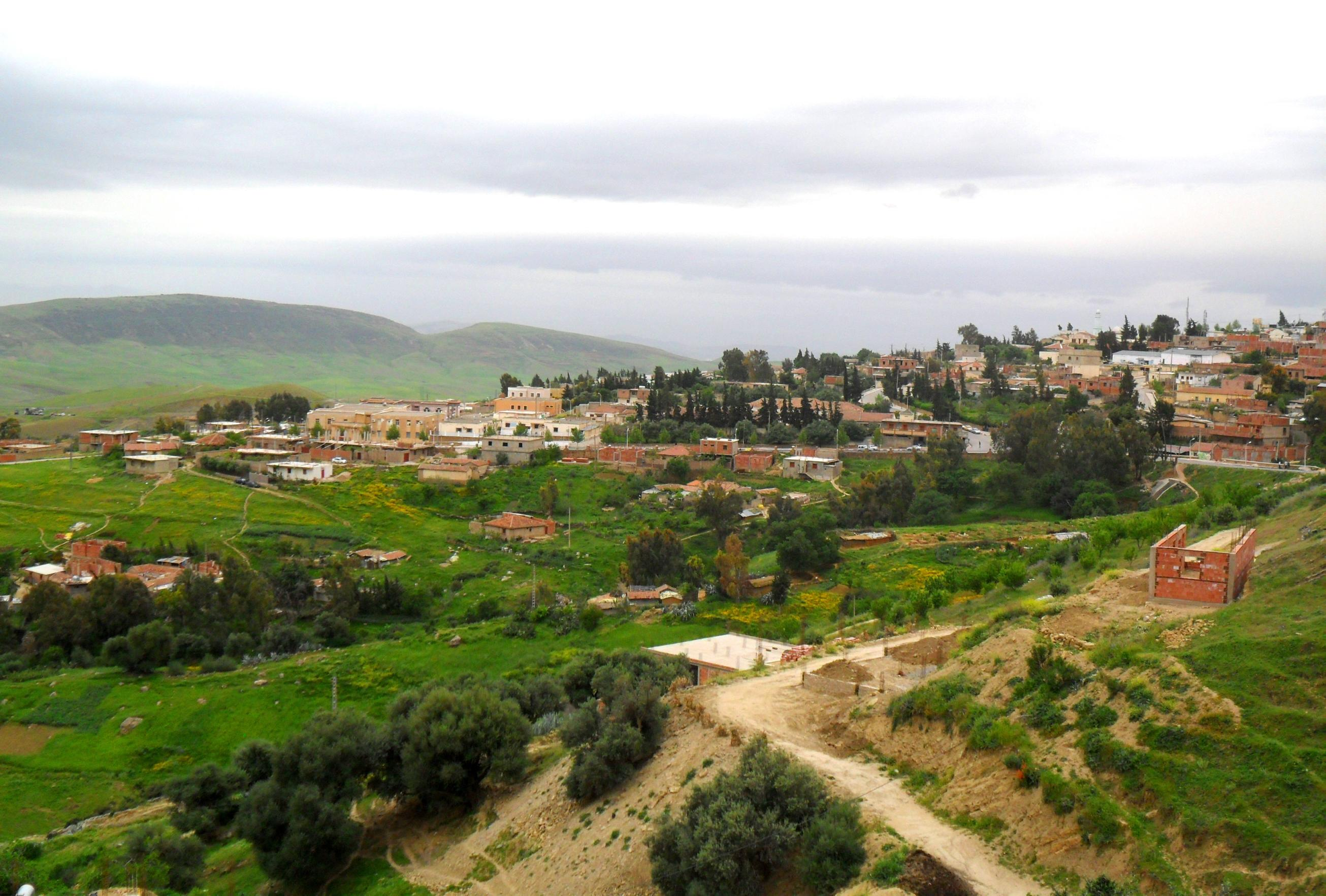
تاشته زقاغه

تاشته زقاغه (به عربی: تاشتة زقاغة) یک شهرداری در الجزایر است که در استان عین الدفلی واقع شده‌است.